# Consolida brevicornis
Consolida brevicornis là một loài thực vật có hoa trong họ Mao lương. Loài này được (Vis.) Soó mô tả khoa học đầu tiên năm 1922.